# Nagyszakácsi
Nagyszakácsi község Somogy vármegyében, a Marcali járásban.

## Fekvése
Nagykanizsától keletre, Marcalitól délnyugatra, Somogyzsitfa, Tapsony, és Mesztegnyő közt fekvő település. Központján a Szenyér és Hollád közti 6803-as út halad keresztül, ezen érhető el a  68-as és a 7-es főutak felől is. Közigazgatási területének északnyugati részét átszeli a Marcali-Galambok közti 6805-ös út is, de lakott területeit az nem érinti.

## Története
Nagyszakácsi (Szakácsi) a  15. században a királyi szakácsok földje volt. A falu a Szent Egyedről nevezett kupahegyi konvent itteni határjárásakor Királyszakácsi néven is előfordult. 1378-ban már említették Mindenszentek tiszteletére szentelt templomát, 1382-ben pedig plébániáját is. 1401-ben két temploma is volt; az egyiket Szent Domonkos, a másik Mindenszentek tiszteletére szentelték. Szent Domokosról elnevezett temploma mellett állt a hasonló nevű pálos kolostor is: a dűlőt, ahol állt, ma is Barátoki dűlőnek nevezik. A település nevét 1466-ban Nagzakach alakban írva említették az oklevelek, ekkor már városi kiváltságokkal is bírt. 1480-ban ugyancsak városként szerepelt egy oklevélben. 
A 15. században köznemesek lakták, amelyeknek tagjai közül valók voltak a királyok udvari szakácsai: Mátyás király szolgálatában állt szakácsként egyebek között Veress György, Orros Péter és Miklós. II. Ulászló szakácsai között volt Kovács György valamint Gondos János is. II. Lajos szakácsai voltak Gondos Illés és Tolvay István is.
A királyi udvar szakácscsaládjainak fennmaradt névsora:
Bakator (1380-1414), Gede vagy Gedefi (1382-1480), Póka vagy Pókafi (1382-1505), Soldos (1382-1428), Délczeg (1382), Tor (1382), Terpe (1401-1480), Vas (1401), Szakácsi (1402-1497), Kigyó vagy Kegyó (1425-1480), Fintha (1425-1463), Pokocz (1436), Veres (1436-1505), Tolvaj (1451-1505), Kecskés (1453-1471), Kacsó (1459), Kis (1461-1470), Széles (1461), Körtvély (1461), Tenke (1461), Fekete (1461-1505), Sávolyi (1461-1470), Külsőszakácsi Ivánka (1462-63), Nagyszakácsi (1463), Orros (1463-1505), Kozma (1463), Pálfi (1465-1505), Czevek (1465), Kakas (1465-1480), Vég (1467), Szabó (1470-1495), Denke (1470), Valkon (1470), Zereger (1470), Ágoston (1470-1502), Biró (1470), Korcz (1470), Kisszakácsi (1471), Recsek (1471), Csorna (1471), Pap (1475-1497), Egyedfi (1476), Szulai (1480-1505), Szöllős (1482), Hegedős vagy Hegedes (1492-1505), Miklósi vagy Miklós (1492-1505), Vidi Gondos (1495-1505), Kovács (1495-1497), Nagy (1495-1505), Ago vagy Agh (1495-1505), Lucza (1495), Kálmán (1497-1505), Katona (1505), Balka, Bellye, Besenyei, Bogdán, Bogyó, Bongolyag, Debrei, Ellyesse, Faber (Kovács), Facsiár, Györgyfi, Izdrai, Karai, Kisfaludi, Korotnai, Kőmíves, Patrohi, Sipos, Tót és Vidi. 
Mivel nemesek által lakott település volt, neve az adóösszeírásokban nem szerepelt. 1848 őszén itt kisebb összeütközés volt a horvát határőrök és a nemzetőrség között, mely az utóbbiak győzelmével végződött. 1869-ben egy nagy tűzvészben a 42, 1873-ban pedig 36 ház égett le a településen. 
A 20. század elején Somogy vármegye Marcali járásához tartozott.
1910-ben 1937 lakosából 1900 magyar volt. Ebből 1844 római katolikus, 49 református, 32 izraelita volt.

### Kölked
A középkorban a mai Nagyszakácsi mellett feküdt Kölked is, ahol már 1272-ben a királyné Gunya nevű szakácsa lakott. Egy 1289-ben kelt oklevél is a királyné szakácsaitól lakott faluként emlékezett meg róla. Nevét 1337-ben Kulked, 1464-1498 között Zakachkelked alakban írva említették az oklevelek. Az 1464 évi kiváltságlevelében Mátyás király is elismerte az itteni lakosokat és felmentette a vármegyei bíróság illetékessége alól. A 18. században lakosai átköltöztek a mai Nagyszakácsiba.

## Közélete

### Polgármesterei
- 1990–1994: Endrődi János (független)[3]
- 1994–1998: Kövér István Attila (független)[4]
- 1998–2002: Kövér István Attila (független)[5]
- 2002–2006: Kövér István Attila (független)[6]
- 2006–2010: Kövér István Attila (független)[7]
- 2010–2014: Kövér István Attila (független)[8]
- 2014–2019: Kövér István Attila (független)[9]
- 2019–2024: Kövér István Attila (független)[10]
- 2024– : Kövér István Attila (független)[1]

## Népesség
A település népességének változása:
| Lakosok száma | 423  | 451  | 425  | 372  | 389  | 434  | 456  |
|               | 2013 | 2014 | 2015 | 2021 | 2022 | 2023 | 2024 |

A 2011-es népszámlálás során a lakosok 81,1%-a magyarnak, 5,2% cigánynak, 3,7% németnek mondta magát (16,5% nem nyilatkozott; a kettős identitások miatt a végösszeg nagyobb lehet 100%-nál). A vallási megoszlás a következő volt: római katolikus 62,9%, református 1%, evangélikus 0,7%, görögkatolikus 0,5%, felekezet nélküli 13% (21,9% nem nyilatkozott).
2022-ben a lakosság 76,1%-a vallotta magát magyarnak, 5,4% németnek, 2,3% cigánynak, 0,3% románnak, 1,8% egyéb, nem hazai nemzetiségűnek (20,3% nem nyilatkozott; a kettős identitások miatt a végösszeg nagyobb lehet 100%-nál). Vallásuk szerint 39,1% volt római katolikus, 0,8% református, 1% egyéb katolikus, 9% felekezeten kívüli (50,1% nem válaszolt).

## Nevezetességei
- Római katolikus temploma – 1810 körül épült.
- Szent István-szobor[13]

## Ismert emberek
- Itt született 1861. augusztus 15-én Ángyán Aurél ferences rendi szerzetes, történetíró.